# Das Buch (Berg)
Das Buch ist ein 535,3 m ü. NHN hoher dicht bewaldeter Berg in der Gemarkung der Kernstadt Lindenfels im Landkreis Bergstraße im hessischen Vorderen Odenwald, der von landwirtschaftlich genutztem Gebiet umgeben ist. Das Waldgebiet ist rund 120 Hektar groß.
Das Buch liegt in der Bergkette, die sich von der zweieinhalb Kilometer entfernten Neunkircher Höhe, dem höchsten Berg des Vorderen Odenwalds, nach Süden über den Raupenstein (545,3 m) bis hierher erstreckt und jenseits der Bismarckwarte mit dem Schenkenberg (479,6 m) den Stadtrand von Lindenfels erreicht. Diese Bergkette trennt die Täler von Gersprenz im Osten und Lauter im Westen.
Entlang der West- und Südflanke erreicht die als Nibelungenstraße bekannte Bundesstraße 47 an der Schönen Aussicht ihren Scheitelpunkt (447 m) auf dem Weg von der Bergstraße im Westen zum Gersprenztal im Osten.
Die nächstgelegenen Ortschaften sind die Siedlung Litzelröder im Süden, Winkel im Westen und Winterkasten im Osten.
Das Buch ist Teil des Kristallinen Odenwalds, in dem überwiegend aus Magma auskristallisierte Tiefengesteine den Untergrund bilden, hier vor allem Diorit und Gabbro. An seinem östlichen Hang befindet sich eine ansehnliche Blockhalde aus Gabbroblöcken; sie bildet einen Teil des „Geotops des Jahres 2019“ des Geo-Naturparks Bergstraße-Odenwald. Die Südostflanke des Bergs weist einige Steinbrüche auf, hier befindet sich der einzige hessische Fundort des Berylliumoxid-haltigen Minerals Bavenit.